# Türkischer Staatsfriedhof

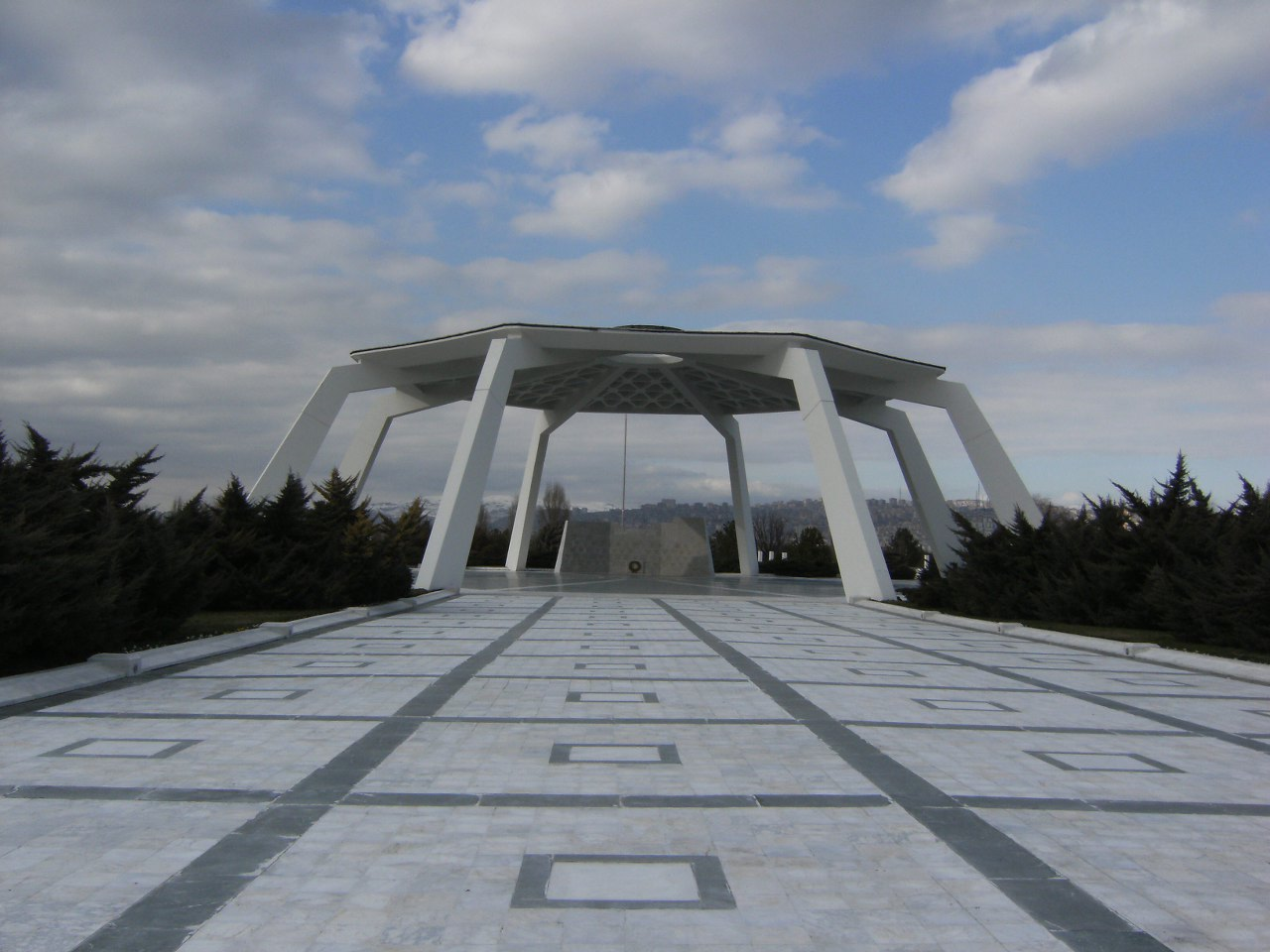
Der zeremonielle Platz Otağ

Der Türkische Staatsfriedhof (türkisch Devlet Mezarlığı) ist ein bedeutender Friedhof für ranghohe Generäle des türkischen Unabhängigkeitskrieges und Staatsmänner der Republik in Ankara. Zugleich ist er eine Denkmalanlage und ein besuchsoffener Park mit einer 536.000 m² großen Fläche im Westen Ankaras, der in die Waldfarm Atatürks eingebettet ist.

## Geschichte

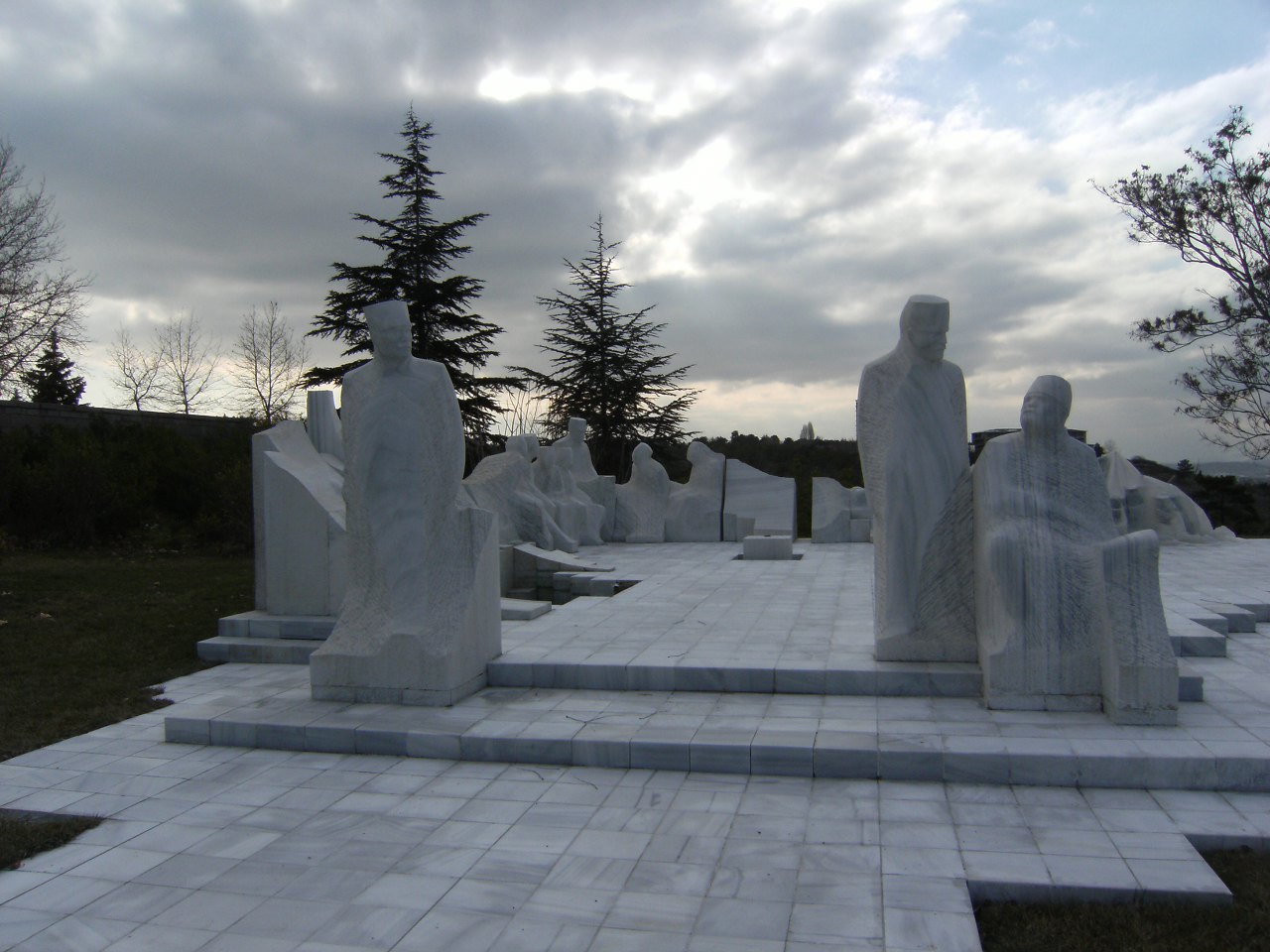
Der symbolische Kongress

Das Verteidigungsministerium, welches die Anlage heute verwaltet, schrieb 1981 einen Architekturwettbewerb aus. Der Vorschlag der Architekten Özgür Ecevit und Ekrem Gürenli erhielt den Zuschlag, und nach sechsjähriger Bauzeit wurde der Friedhof im August 1988 mit einer staatlichen Zeremonie eröffnet.
Der Friedhof ist nicht nur Ruhestätte, sondern zugleich mit Denkmälern zur (Vor-)Geschichte der Republik bestückt. Diese sind dem Entwurf folgend als islamische Interpretation relativ abstrakt und prunklos gehalten. Sie umgeben die eigentliche Anlage, welche aus einer Straße, der sogenannten Straße der Republik, besteht, die zu einem zeremoniellen Platz führt. Dieser ist mit einer pfeilergestützten Dachkonstruktion zum Schutz vor Witterung und Sonneneinstrahlung versehen. Die Anlage enthält ebenfalls ein kleines Museum mit Andenken der Verstorbenen.
Während früher nur Präsidenten begraben werden durften, wurde 2006 nach einer Gesetzesänderung auch das Begräbnis von Ministerpräsidenten und Parlamentspräsidenten gestattet. Als einziger Ministerpräsident wurde bislang Bülent Ecevit 2006 dort beigesetzt.

## Bestattete Persönlichkeiten

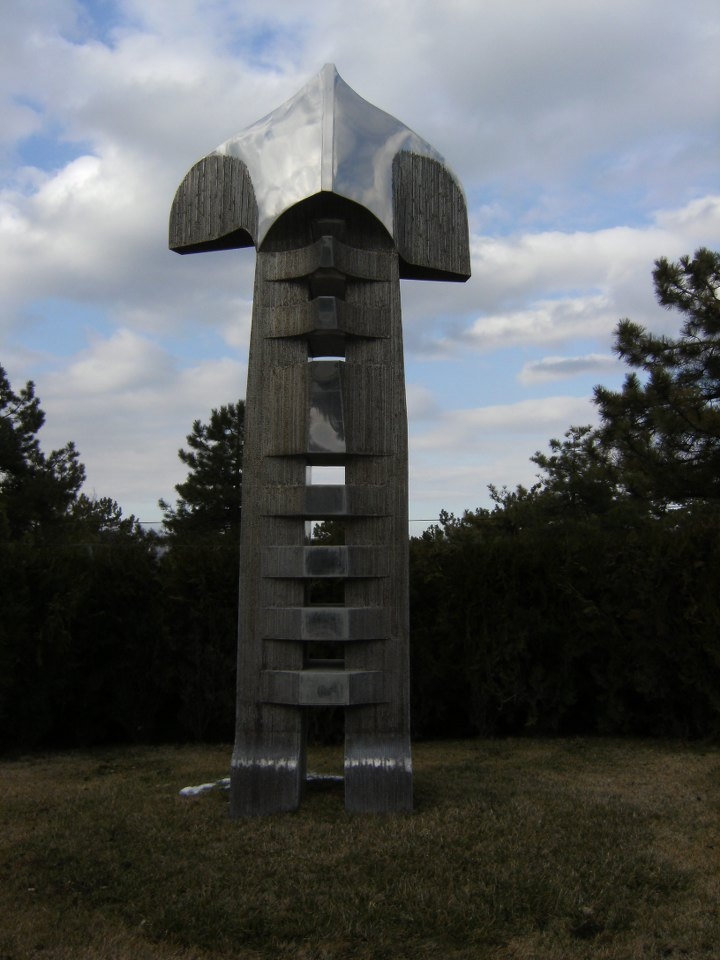
Skulptur am Eingang

Alle vor Erstellung der Grabanlage verstorbenen Personen wurden nach Zustimmung der Familien und nach einer Kriterienliste in den Staatsfriedhof umgebettet. Nicht alle Gräber enthalten die Toten, teilweise wurde von einer Umbettung abgesehen. Diese Kenotaphe sind in der Liste unten mit dem Wort „symbolisch“ gekennzeichnet.

### Präsidenten
- Kenan Evren (7. Präsident)
- Cemal Gürsel (4. Präsident)
- Fahri Korutürk (6. Präsident)
- Cevdet Sunay (5. Präsident)

### Ministerpräsidenten
- Bülent Ecevit

### Persönlichkeiten des Unabhängigkeitskrieges
1. Selâhattin Âdil (Generalmajor 1923)
2. Halit Akmansü (Oberst 1922)
3. Fahrettin Altay (General 1926)
4. Nihat Anılmış (Generalleutnant 1928)
5. Âşir Atlı (Generalmajor 1925)
6. Ali Hikmet Ayerdem (Generalleutnant 1926)
7. Mürsel Bakû (Generalmajor 1922)
8. Refet Bele (Generalmajor 1922)  – symbolisch, begraben im Friedhof Zincirlikuyu[1]
9. Mehmet Nâzım Bey (Oberst 1921)
10. Ömer Halis Bıyıktay (Generalleutnant 1934)
11. Ethem Servet Boral (Oberst 1921) – symbolisch[1]
12. Ahmet Fuat Bulca (Oberst 1924)
13. Fevzi Çakmak (Marschall 1922) – symbolisch, begraben im Friedhof der Türbe des Hüseyin Şeyh an der Eyüp-Sultan-Moschee[2][1]
14. İzzettin Çalışlar (General 1930)
15. Ali Fuat Cebesoy (General 1926) – symbolisch, begraben im Innenhof der Alifuatpaşa Merkez-Moschee in Geybe[2][1]
16. Hasan Mümtaz Çeçen (Oberst 1921)
17. Reşat Çiğiltepe (Oberst 1922)
18. Cevat Çobanlı (General 1926)
19. İbrahim Çolak (Oberst 1922)
20. Mehmet Hulusi Conk (Oberst 1922)
21. Mehmet Nuri Conker (Oberst 1920)
22. Mehmet Kenan Dalbaşar (Generalleutnant 1931)
23. Ahmet Derviş (Generalleutnant 1930)  – symbolisch[1]
24. Mehmet Kâzım Dirik (Generalleutnant 1928)
25. Naci Eldeniz (Generalleutnant 1927)
26. Mehmet Sabri Erçetin (Generalmajor 1922)
27. Cavit Erdel (Generalmajor 1927)
28. Akif Erdemgil (Generalmajor 1927)
29. Şükrü Naili Gökberk (Generalleutnant 1926)
30. Kemalettin Sami Gökçen (Generalleutnant 1926)
31. Abdurrahman Nafiz Gürman (General 1940)
32. Mahmut Nedim Hendek (Oberstleutnant 1922)
33. Kâzım İnanç (Generalleutnant 1924)
34. Kâzım Karabekir (General 1927)
35. Halit Karsıalan (Generalmajor 1922)
36. Nazif Kayacık (Generalmajor 1928)
37. Osman Nuri Koptagel (Generalmajor 1922)
38. Alâattin Koval (Generalmajor 1927)
39. Osman Zati Koral (Generalmajor 1926)
40. Mehmet Suphi Kula (Generalmajor 1927)  – symbolisch[1]
41. Yusuf İzzet Met (Generalmajor 1915)  – symbolisch[1]
42. Mustafa Muğlalı (General 1942) – symbolisch[1]
43. Sabit Noyan (General 1945)
44. Salih Omurtak (General 1940)
45. Kâzım Orbay (General 1935)
46. Mehmet Arif Örgüç (Oberst 1921)
47. Kâzım Özalp (General 1926)
48. Veysel Özgür (Oberst 1921) – symbolisch[1]
49. Münip Özsoy (Senior Colonel 1921)
50. Hüseyin Nurettin Özsu (Generalmajor 1922)
51. Ahmet Nuri Öztekin (Oberst 1921) – symbolisch[1]
52. Rüştü Sakarya (Generalmajor 1921)
53. Kâzım Sevüktekin (Generalmajor 1922)
54. Nazmi Solok (Generalleutnant 1930)
55. Ahmet Zeki Soydemir (Generalmajor 1927)
56. Yakup Şevki Subaşı (General 1926)
57. Mehmet Hayri Tarhan (Generalmajor 1929)
58. Ahmet Naci Tınaz (Generalleutnant 1930)
59. Cemil Cahit Toydemir (General 1942)
60. Sıtkı Üke (Generalmajor 1927)
61. Şerif Yaçağaz (Oberst 1921) – symbolisch[1]